# Lehi (grup)
Lehi (acrònim hebreu per Lohamei Herut Israel, «Combatents per la Llibertat 'Israel », לח"י - לוחמי חירות ישראל) va ser un grup armat radical creat el setembre de 1940, que tenia l'objectiu que es permetés la immigració sense restriccions dels jueus a Palestina (aleshores sota el mandat britànic) i la formació d'un Estat Jueu en tota la Palestina i l'actual Jordània.
En la seva lluita contra el Regne Unit, aquest grup intentà, sense èxit, contactar l'any 1941 amb la Itàlia feixista i fins i tot amb les autoritats nazis. En aquella data el grup Lehi es va declarar «estretament lligat als moviments totalitaris europeus, per la seva concepció del món i de les seves estructures».
Aquesta organització va cometre nombrosos atemptats contra els britànics, entre 1941 i 1948, i a més contra els àrabs palestins el 1947-1948.
Les autoritats britàniques van anomenar aquest grup Stern gang (la banda de Stern), fent referència al nom del seu primer dirigent Abraham Stern. També es feia servir el terme Stern group.
Després de la mort de Stern el febrer de 1942, l'organització va ser dirigida per un triumvirat on va participar Yitzhak Shamir, futur Primer ministre d'Israel, fins a la seva dissolució el setembre de 1948 per les autoritats israelianes. La nova direcció del grup l'orientà en un sentit « anti-imperialista ». En canvi sota la direcció d'Abraham Stern era un grup d'extrema dreta on molts membres, però no tots, estaven influïts pel feixisme italià.

## Ideologia
El novembre de 1940, la recent formada organització publicà les seves teis, sota la forma de 18 "principis de la renaixença" (Ikarei ha'Tehiya). En les teis s'indica en particular que:
- Les fronteres d'un Estat jueu han d'anar del Nil a l'Eufrates (d'Egipte a l'Irak) (fa referència al llibre del Gènesi 15-18 de la Bíblia). Tanmateix, en la pràctica la reivindicació del Lehi portarà essencialment a la Palestina i la Transjordània.
- El «Tercer Regne d'Israel» serà restablert (aquesta frase serà modificada el febrer de 1941).
- Els exiliats jueus seran recollits en el nou Estat.
- El Temple de Jerusalem serà reconstruït (per als Lehi més un símbol nacional que no pas religiós. La majoria dels Haredim (ultra ortodoxos) s'oposaven a la reconstrucció
- Les poblacions àrabs han de sortir del nou Estat: « el problema dels estrangers serà resolt per un intercanvi de població.

En un altre dels seus textos, el Lehi indica que el món està dividit «entre races combatents i dominadores d'una banda, i races febles i degenerades per l'altra». Els hebreus han de retrobar les seves virtuts « guerreres i colonitzadores » de l'Antiguitat.

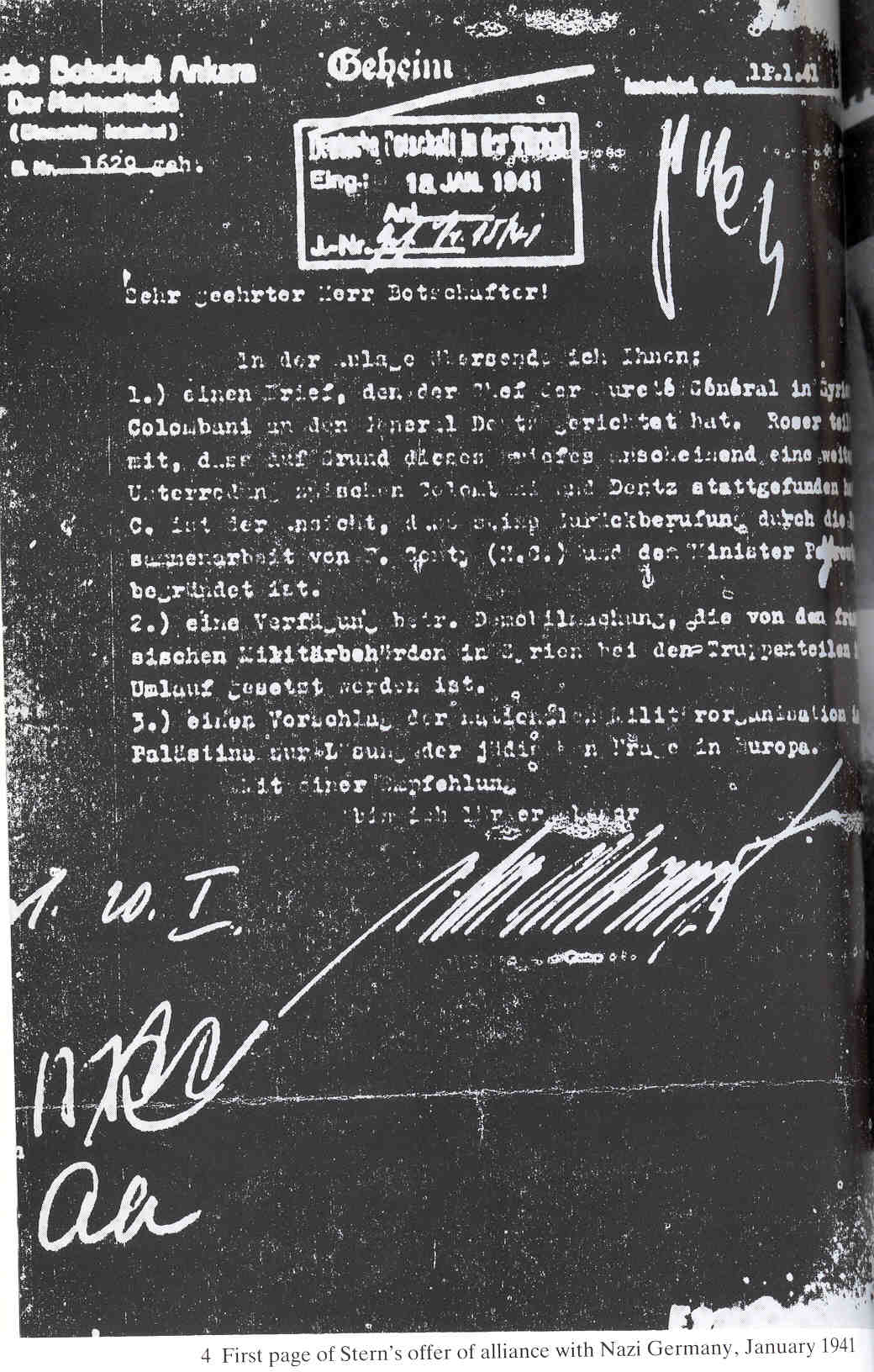
Carta de la missió alemanya al Líban enviant les proposicions del Lehi a l'ambaixada alemanya a Ankara

Després de la mort de Stern el grup Lehi presentava quatre sensibilitats polítiques diferents:
- Una sensibilitat resta propera a la dreta Sionisme revisionista tradicional amb persones com Yitzhak Shamir.
- Una sensibilitat fidel al primer Lehi d'extrema dreta com en el cas d'Israel Eldad.
- Una sensibilitat ultra-nacionalista però prosoviètica com en el cas de Nathan Yalin Mor.
- Una sensibilitat «canaena», ultra-nacionalista, però propugnant la ruptura amb el judaisme.

### El llibre blanc de 1939
El maig de 1939, els britànics van publicar un tercer "Llibre blanc de Palestina" en resposta política a la gran Revolta Àrab de 1936-1939 a Palestina, el britànics pràcticament posen fi a la immigració jueva.
Aquest llibre blanc va canviar totalment la situació.
Però el setembre de] 1939, esclata la Segona Guerra Mundial. Stern va ser arrestat. Jabotinsky, demana al grup Irgoun que aturi les operacions per prioritzar la lluita contra el nazisme.

## Evolució i desenvolupament de les tàctiques de Lehi
El Lehi considerava el govern britànic com el principal i únic enemic, mentre que consideraven Hitler com tan sols un dels molts perseguidors que havia sofert el poble jueu i arribaven a pensar que la idea nazi de deixar Europa judenrein (sense jueus) podria facilitar els plans de fer arribar jueus a Palestina.
El febre de 1942 la policia secreta britànica va descobrir l'amagatall d'Abraham Stern i el va assassinar, (el seu successor va ser Isaac Shamir, i també en va arrestar molts membres. .
El novembre de 1944 integrants del Lehi assassinaren Walter Edward Guinness, Lord Moyne, ministre britànic d'assumptes pel Mitjà Orient acusant-lo d'antisemitisme.
Entre les activitats del Lehi van destacar els ataca a les bases militars britàniques, l'explosió de l'aeroport britànic proper a Kfar Sirkin, el sabotatge de les refineries de Haifa i la destrucció dels taller ferroviaris. També se'ls atribueix l'assassinat del comissionat de l'ONU Folke Bernadotte. En els mesos posteriors a maig de 1948, els integrants del Lehii s'uniren al Tzahal.
Entre 107 i 120 civils vilatans àrabs moriren entre el 9 i 11 d'abril de 1948 a Deir Iassin, en l'anomenada massacre de Der Iassin. Aquesta acció va ser perpetrada per 132 milicians (72 de Irgun i 60 de Lehi junt amb algunes dones de suport.